# 門川日向拡幅
門川日向拡幅（かどがわひゅうがかくふく）は、宮崎県東臼杵郡門川町大字加草から同県日向市大字平岩に至る国道10号のバイパス道路である。

## 概要
- 起点 - 宮崎県東臼杵郡門川町大字加草（門川IC）
- 終点 - 宮崎県日向市大字平岩
- 総延長 - 12.8 km
- 車線数 - 全線4車線

### 門川地区

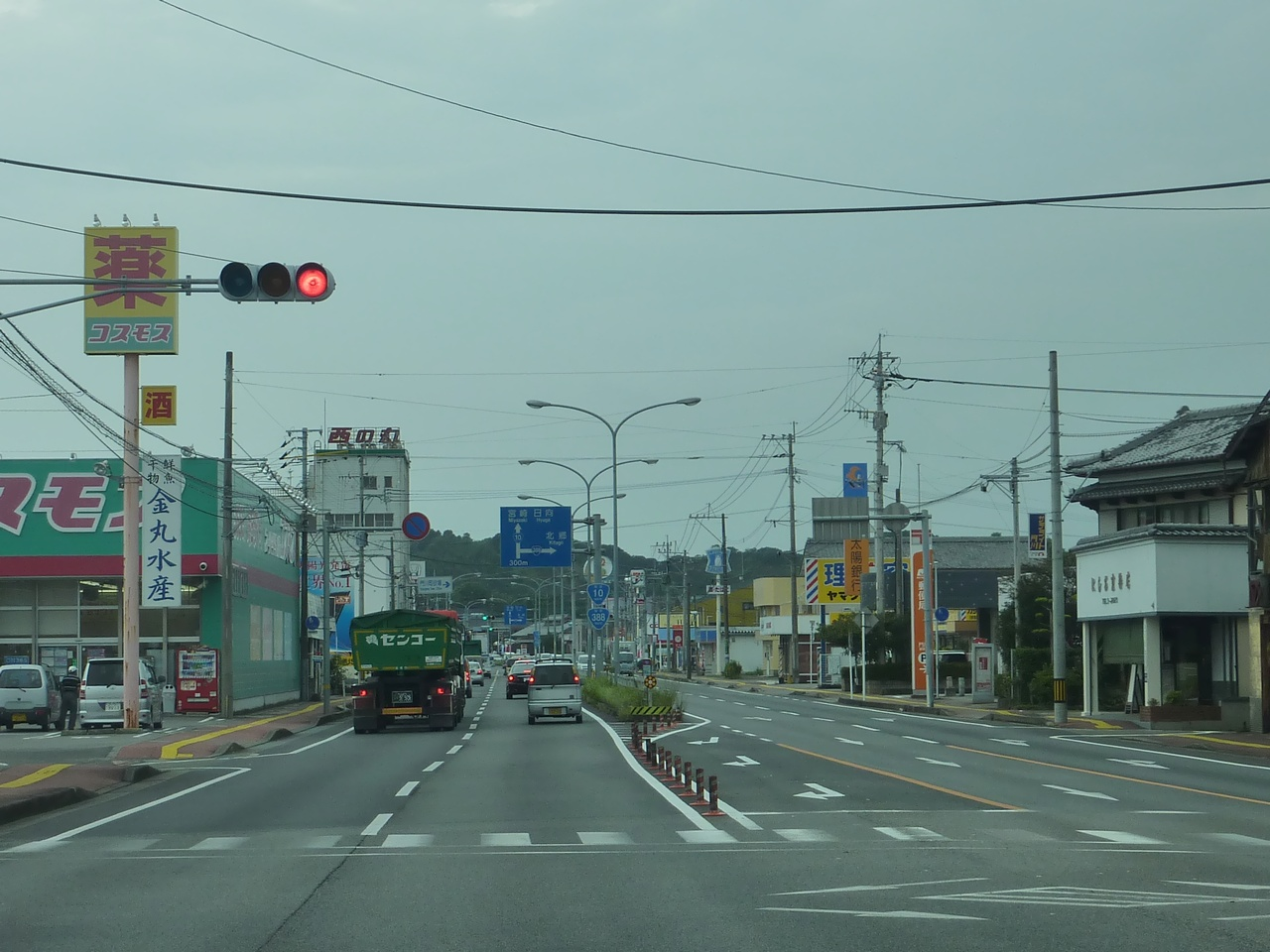
国道388号との重複区間

- 起点 - 宮崎県東臼杵郡門川町大字加草（門川IC）
- 終点 - 宮崎県日向市梶木町
- 総延長 - 4.9 km
- 幅員 - 23 m

### 日向地区
- 起点 - 宮崎県日向市梶木町
- 終点 - 宮崎県日向市新生町（新生町交差点）
- 総延長 - 4.9 km
- 幅員 - 23 m - 25 m

### 財光寺地区
- 起点 - 宮崎県日向市新生町（新生町交差点）
- 終点 - 宮崎県日向市大字平岩
- 総延長 - 3.0 km
- 幅員 - 31 m

## 歴史
- 1970年 - 事業化。
- 1994年 - 門川地区開通。
- 1997年 - 日向地区開通。
- 1998年 - 財光寺地区事業延伸。
- 2006年3月28日 - 新生町交差点 - 塩見大橋南詰間（0.3km）開通[1]。
- 2009年10月31日 - 塩見大橋南詰 - 長江町交差点間（0.4km）開通[2]。
- 2014年3月28日 - 木原交差点 - 赤岩新橋間（0.8km）開通[3]。
- 2023年6月24日 - 長江交差点 - 木原交差点 (1.2 km) 4車線化[4]。

## 地理

### 通過する自治体
- 宮崎県
  - 東臼杵郡門川町 - 日向市

### 交差する道路
- 東九州自動車道（門川IC）
- 国道388号（門川町中須交差点）
- 国道327号・国道446号・国道503号（新生町交差点）
- 国道327号日向バイパス[5]（お倉ヶ浜交差点）